# Pachnoda bousqueti
Pachnoda bousqueti är en skalbaggsart som beskrevs av Rigout 1989. Pachnoda bousqueti ingår i släktet Pachnoda och familjen Cetoniidae. Inga underarter finns listade i Catalogue of Life.